# Kanton Montfort-sur-Risle
Der Kanton Montfort-sur-Risle war bis 2015 ein französischer Wahlkreis im Arrondissement Bernay, im Département Eure und in der Region Haute-Normandie; sein Hauptort war Montfort-sur-Risle, Vertreter im Generalrat des Départements war zuletzt von 2001 bis 2015 Francis Courel.
Der 14 Gemeinden umfassende Kanton war 113,53 km² groß und hatte 7597 Einwohner (Stand 2012).

## Gemeinden
| Gemeinde                 | Einwohner | Code postal | Code Insee |
| ------------------------ | --------- | ----------- | ---------- |
| Appeville-Annebault      | 779       | 27290       | 27018      |
| Authou                   | 321       | 27290       | 27028      |
| Bonneville-Aptot         | 169       | 27290       | 27083      |
| Brestot                  | 404       | 27350       | 27110      |
| Condé-sur-Risle          | 454       | 27290       | 27167      |
| Écaquelon                | 428       | 27290       | 27209      |
| Freneuse-sur-Risle       | 340       | 27290       | 27267      |
| Glos-sur-Risle           | 415       | 27290       | 27288      |
| Illeville-sur-Montfort   | 664       | 27290       | 27349      |
| Montfort-sur-Risle       | 882       | 27290       | 27413      |
| Pont-Authou              | 675       | 27290       | 27468      |
| Saint-Philbert-sur-Risle | 796       | 27290       | 27587      |
| Thierville               | 218       | 27290       | 27631      |
| Touville                 | 125       | 27290       | 27657      |

## Bevölkerungsentwicklung
| 1962 | 1968 | 1975 | 1982 | 1990 | 1999 |
| ---- | ---- | ---- | ---- | ---- | ---- |
| 5654 | 5907 | 5695 | 6130 | 6570 | 6670 |